# Накасима, Миэ
Миэ Накасима (яп. 中島 史恵, род. 18 июня 1986, Гифу) — японская хоккеистка (хоккей на траве), полевой игрок. Участница летних Олимпийских игр 2016 года, бронзовый призёр летних Азиатских игр 2010 года.

## Биография
Миэ Накасима родилась 18 июня 1986 года в японском городе Гифу.
Окончила университет Яманаси Гакуин.
Играла в хоккей на траве за «Сони Бравия» из Итиномии.
В 2010 году в составе сборной Японии завоевала бронзовую медаль хоккейного турнира летних Азиатских игр в Гуанчжоу.
В том же году участвовала в чемпионате мира в Росарио, где японки заняли 11-е место. Забила 1 мяч в ворота сборной Новой Зеландии.
В 2016 году вошла в состав женской сборной Японии по хоккею на траве на летних Олимпийских играх в Рио-де-Жанейро, занявшей 10-е место. Играла в поле, провела 5 матчей, забила 2 мяча (по одному в ворота сборных Индии и США).
В 2016 году завершила игровую карьеру.